# Superpuchar Francji w koszykówce kobiet
Superpuchar Francji w koszykówce kobiet – mecz koszykówki kobiet rozgrywany od 2014, pomiędzy zespołami mistrza Francji oraz zdobywcy Pucharu Francji. Odbywa się na początku rozgrywek zasadniczych ligi LFB1. W przypadku, gdy mistrzem Francji jest jednocześnie zdobywca Pucharu Francji, jego przeciwnikiem zostaje finalista Pucharu Francji.

## Zestawienia superpucharu
| 2014 | Tango Bourges Basket                           | Lattes Montpellier                             | 77-62                                          | Stade Pierre de Coubertin, Paryż               |                                                |                                                |
| 2015 | Tango Bourges Basket                           | Lattes Montpellier                             | 63-60                                          | Stade Pierre de Coubertin, Paryż               |                                                |                                                |
| 2016 | Lattes Montpellier                             | Tango Bourges Basket                           | 63-57                                          | Halle Georges-Carpentier, Paryż                |                                                |                                                |
| 2017 | Tango Bourges Basket                           | Villeneuve-d'Ascq                              | 71-48                                          | Stade Pierre de Coubertin, Paryż               |                                                |                                                |
| 2018 | Tango Bourges Basket                           | Flammes Carolo basket                          | 75-67                                          | Stade Pierre de Coubertin, Paryż               |                                                |                                                |
| 2019 | LDLC ASVEL                                     | Tango Bourges Basket                           | 70-64                                          | Stade Pierre de Coubertin, Paryż               |                                                |                                                |
| 2020 | Spotkanie anulowano z powodu pandemii COVID-19 | Spotkanie anulowano z powodu pandemii COVID-19 | Spotkanie anulowano z powodu pandemii COVID-19 | Spotkanie anulowano z powodu pandemii COVID-19 | Spotkanie anulowano z powodu pandemii COVID-19 | Spotkanie anulowano z powodu pandemii COVID-19 |
| 2021 | Lattes Montpellier                             | Basket Landes                                  | 79-69                                          | Stade Pierre de Coubertin, Paryż               |                                                |                                                |
| 2022 | Tango Bourges Basket                           | Basket Landes                                  | 76-68                                          | Halle Georges-Carpentier, Paryż                |                                                |                                                |